# Lluís Urpinell i Jovani
Lluís Urpinell-i-Jovani (Barcelona, 14 de febrer de 1953) és un poeta català que pertany a la Generació Literària Catalana dels Anys 70.
La crítica l'ha descrit, sovint, com un escriptor «clàssic» –sobretot per la factura dels seus versos–; l'introductor, a Catalunya, conjuntament amb el poeta Gabriel Ferrater i Soler, de la «intertextualitat» –com palesa, ja, el seu primer llibre, Exili forçós al Walhalla, que fou guardonat amb el Premi de Poesia Salvat-Papasseit / Banca Mora, a Andorra la Vella, l'any 1975–; un outsider; un iconoclasta; un goliardesc, i un nihilista, però també s'ha dit que és «el poeta amb més talent i més menystingut del país».
Promotor de la cultura catalana i, concretament, de la poesia catalana, d'ençà del 2017 ha anat organitzant i dirigint, mensualment, recitals poètics anomenats Llupolies (Llúpol + Poesia), en què es marida la lírica amb la cervesa i que se celebren en una cerveseria artesana de Barcelona.
Començà a involucrar-se en el món de la poesia i a escriure’n, cap als 17/18 anys, per, amb Salvador Espriu, «salvar els mots», durant el franquisme, i, alhora, conjuntament amb els altres cofundadors i codirectors de la revista Tarotdequinze, mirà de recuperar de l'oblit els poetes –que encara vindica– J. V. Foix, Josep Palau i Fabre i Joan Vinyoli, que havien romàs força eclipsats, després de l'ensulsiada republicana, per Carles Riba, Salvador Espriu i per la poesia anomenada «realista social».
Ha donat formació a l'Institut de Ciències de l'Educació (Universitat de Barcelona) i, com a lingüista, ha exercit de corrector-redactor de publicacions al Parlament de Catalunya.

## Obra publicada[9]
- Exili forçós al Walhalla (Col. Cristalls, núm. 8. Ed. Pòrtic. Barcelona, 1976), obra guardonada amb el Premi de Poesia Salvat-Papasseit[2] (Andorra la Vella, 1975). ISBN 978-8473061582
- Lerwick (Col. Poesia, núm. 9. Ed. Tafal. Ciutat de Mallorca, 1981). ISBN 978-8485841011
- March/Arthur (Col. Poesia, núm. 33. Ed. Columna. Barcelona, 1985). ISBN 978-8486433116
- Tractat d'Ofiologia (Col. Óssa Menor, núm. 171. Ed. Proa. Barcelona, 1995), obra finalista del Premi Carles Riba de l'any 1993.[2] ISBN 978-8482560342
- Poemes de Lluís Urpinell-i-Jovani (Antologia) (Col. Poesia de Paper, núm. 88. Servei de Publicacions i Intercanvi Científic de la Universitat de les Illes Balears. Ciutat de Mallorca, 1999). ISBN 978-8476325148
- Naips Nous (Col. Alabatre, núm. 6. Labreu Edicions. Barcelona, 2007). ISBN 978-8493539122
- Neons (Col. El Taller de Poesia, núm. 199. Ed. Emboscall. Tordera, 2012). ISBN 978-8492563562
- Tankes de París (Edicions Anglo-catalanes, SA. Barcelona, 24-II-2018). ISBN 978-8486520045
- Contra l’amor, contra natura… (Autoedició, Barcelona, 2022). Obra confegida a Reykjavík (2015) i Barcelona (2016)